# Jakob Rosenfeld
Jakob Rosenfeld, zwany w Chinach Generałem Luo (ur. 11 stycznia 1903 we Lwowie, zm. 22 kwietnia 1952 w Tel Awiwie) – austriacki lekarz żydowskiego pochodzenia, uczestnik wojny chińsko-japońskiej, minister zdrowia w tymczasowym chińskim rządzie rewolucyjnym.
Urodził się we Lwowie jako syn oficera armii austro-węgierskiej, służącego w 7. pułku ułanów. W 1910 rodzina Rosenfelda przeniosła się do Wöllersdorf w Dolnej Austrii, gdzie jego matka odziedziczyła gospodarstwo rolne. Młody Rosenfeld uczęszczał do szkoły w Wiener Neustadt, a w 1921 rozpoczął studia medyczne; doktoryzował się w 1928. W ciągu kilku lat zyskał sławę i uznanie jako lekarz, a jego gabinet w centrum Wiednia odwiedzało wielu pacjentów.
Rosenfeldowie sympatyzowali z socjaldemokracją. Po Anschlussie Austrii próbowali uciec z Wiednia, zostali jednak złapani przez Gestapo. Jakob został wywieziony do obozu koncentracyjnego w Dachau, a następnie do Buchenwaldu. Pod koniec 1939 został zwolniony; dano mu 14 dni na opuszczenie Rzeszy.
Rosenfeld skorzystał z jedynej nadarzającej się możliwości ucieczki z hitlerowskich Niemiec, jaką był wówczas statek płynący do Szanghaju. Tam, na osiedlu zamieszkanym przez europejskich Żydów na obszarze dzielnicy cudzoziemskiej otworzył praktykę lekarską. W szanghajskiej kawiarni „Fiaker” poznał Song Qingling, wdowę po Sun Jat-senie.
W Szanghaju nawiązał kontakt z chińskimi komunistami i postanowił włączyć się w walkę z Japończykami. W 1941 w porozumieniu z Shen Quishenem przedostał się na kontrolowaną przez komunistów północną część kraju, by służyć jako lekarz. W 1947 objął stanowisko ministra zdrowia w tymczasowym rządzie rewolucyjnym.
Po zwycięstwie chińskiej rewolucji Rosenfeld powrócił w 1950 do Wiednia. Nie znalazł jednak w mieście dawnych znajomych, w dodatku mocno podupadł na zdrowiu. Latem w 1951 wyjechał do Izraela, gdzie podjął pracę w szpitalu w Tel-Awiwie. Długo oczekiwał na wizę do Chin, którą otrzymał na początku 1952. Nie zdążył jednak wyjechać, gdyż 22 kwietnia zmarł na zawał serca.
Wiosną 1941 Rosenfeld zaczął pisać dziennik, w którym opisywał działania zbrojne, a także życie i obyczaje w Chinach, sportretował także czołowych przywódców chińskich komunistów. Akcja dziennika kończy się 1 października 1949, w dniu proklamacji Chińskiej Republiki Ludowej. Dziennik ten bardzo długo pozostawał nieznany, odnaleziono go dopiero pół wieku po śmierci autora w papierach jego siostry.